# Arado Ar E.530
De Arado Ar E.530 was een project voor een jachtvliegtuig en snelle bommenwerper dat werd ontwikkeld door de Duitse vliegtuigontwerper Arado.

## Ontwikkeling
Het ontwerp was voor een zogenaamde “Zwilling” (Tweeling). Het was bedoeld om de concurrentie aan te gaan met de Messerschmitt Bf 109Z en Messerschmitt Me 609. Het was opgebouwd uit twee rompen met dubbele staartboom. De motoren waren in de neus van iedere romp geplaatst en dit waren Daimler-Benz DB 603G twaalf cilinder vloeistofgekoelde lijnmotoren. De cockpit was in de romp aan bakboordzijde aangebracht. Deze was als drukcabine uitgevoerd. Men wilde het toestel ook op grote hoogte gaan gebruiken en hiervoor was een drukcabine noodzakelijk.
Na het uitvoeren van een aantal windtunneltesten en het maken van een aantal berekeningen was duidelijk geworden dat de prestaties van het nieuwe ontwerp geen verbetering vertoonde ten opzichte van de Messerschmitt-toestellen. Deze toestellen hadden verder nog als voordeel dat ze gebruikmaakte van onderdelen die al werden gebruikt bij in productie zijnde ontwerpen. Ook vond men dat er geen goed zicht was vanuit de cockpit. Het project werd dan ook snel geannuleerd.

## Uitvoeringen
In de bommenwerperuitvoering kon er een 500 kg bom onder de centrale vleugel worden aangebracht. Verder was er geen bewapening aangebracht.
Bij de jachtvliegtuiguitvoering kon er onder de centrale vleugel een gondel worden geplaatst die voorzien was van een 50 mm kanon en twee 20 mm MG151/20 kanonnen worden aangebracht.